# Cúmul estel·lar

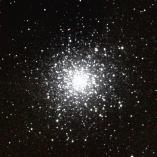
Cúmul globular M13

Un cúmul estel·lar és un grup d'estrelles atretes entre si per la gravetat. Hi ha dos tipus de cúmuls estel·lars: cúmuls globulars i cúmuls oberts. Els cúmuls globulars són agrupacions denses de centenars o milers d'estrelles velles, mentre que els cúmuls oberts contenen generalment uns pocs centenars d'estrelles molt joves. Els cúmuls oberts són trencats o disgregats al llarg del temps per la seva interacció gravitatòria amb núvols moleculars en el seu moviment per la galàxia, mentre que els cúmuls globulars, més densos, són més estables de cara a la seva disgregació. Els cúmuls oberts disgregats evolucionen amb la majoria dels seus membres seguint moviments semblants, constituint una associació estel·lar o un grup en moviment.

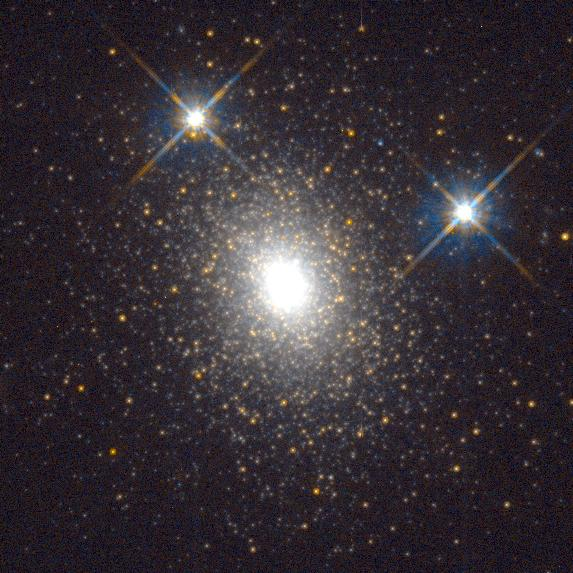
Globular G1 m31

Els cúmuls estel·lars ajuden a comprendre l'evolució estel·lar perquè són estrelles formades en la mateixa època a partir del material d'un núvol molecular. També representen un important pas en la determinació de l'escala de l'univers. Alguns dels cúmuls més propers poden utilitzar-se per a mesurar les seves distàncies absolutes per mitjà de la tècnica del paral·laxi. El diagrama de Hertzsprung-Russell d'aquests cúmuls pot, llavors, representar-se amb els valors de lluminositat absoluta. Els diagrames similars de cúmuls en què la seva distància no és coneguda poden ser comparats amb els de distància calibrada, estimant, amb això, la distància que els separa de nosaltres.

## Cúmul obert

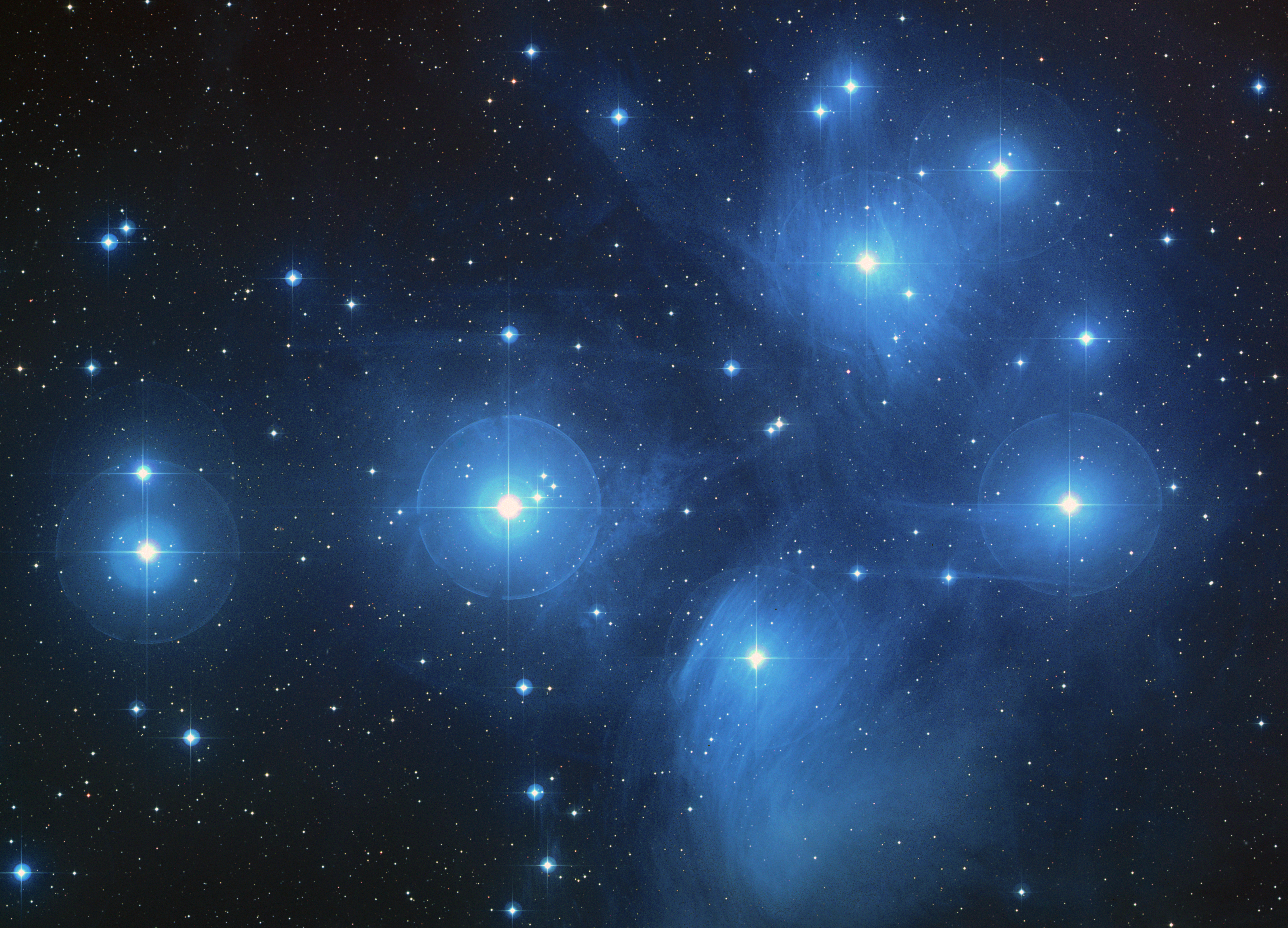
Les Plèiades, és un cúmul obert dominat per estrelles blaves calentes envoltades de nebulositat de reflexió.

Els cúmuls oberts són molt diferents dels cúmuls globulars. A diferència dels globulars distribuïts esfèricament, estan confinats en el pla galàctic, i gairebé sempre es troben dins del braç espiral. En general, són objectes joves, de fins a unes desenes de milions d'anys, amb algunes rares excepcions de fins a uns pocs milers de milions d'anys, com Messier 67 (el cúmul obert més proper i antic observat), per exemple. Formen la regió H II com la nebulosa d'Orió.
Els cúmuls oberts solen contenir fins a uns centenars de membres, dins una regió de fins a uns 30 anys llum de diàmetre. En estar molt menys poblats que els cúmuls globulars, estan molt menys lligats gravitatòriament i, amb el temps, es veuen alterats per la gravetat dels núvols moleculars gegants i altres cúmuls. Les trobades pròximes entre els membres dels cúmuls també poden provocar l'expulsió d'estrelles, un procés conegut com a “evaporació”.
Els cúmuls oberts més destacats són les Plèiades i les Híades a Taure. El Cúmul doble de h+Chi Persei també pot ser prominent sota cels foscos. Els cúmuls oberts solen estar dominats per estrelles blaves joves i calentes, ja que, encara que aquestes estrelles són de curta vida en termes estel·lars, ja que només duren unes desenes de milions d'anys, els cúmuls oberts solen haver-se dispersat abans que morin.
Establir distàncies precises als cúmuls oberts permet calibrar la relació període-lluminositat que mostren le estrelles variabless Cefeides, que després s'utilitzen com a vela estàndard. Les cefeides són lluminoses i es poden fer servir per establir tant les distàncies a galàxies remotes com la taxa d'expansió de l'Univers (constant de Hubble). De fet, el cúmul obert NGC 7790 alberga tres cefeides clàssiques que són fonamentals per a aquests esforços.

### Cúmul incrustat

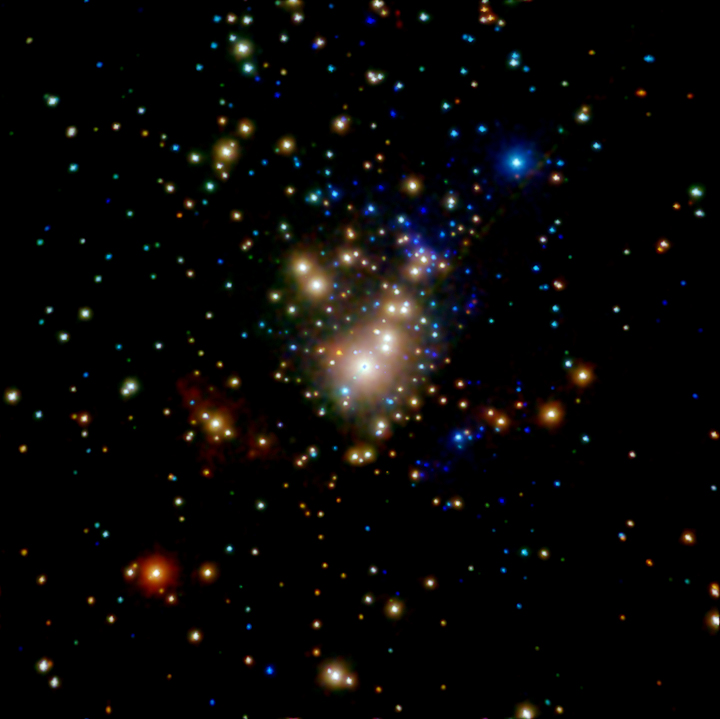
El cúmul incrustat trapezoidal vist en raigs X que penetren els núvols circumdants.

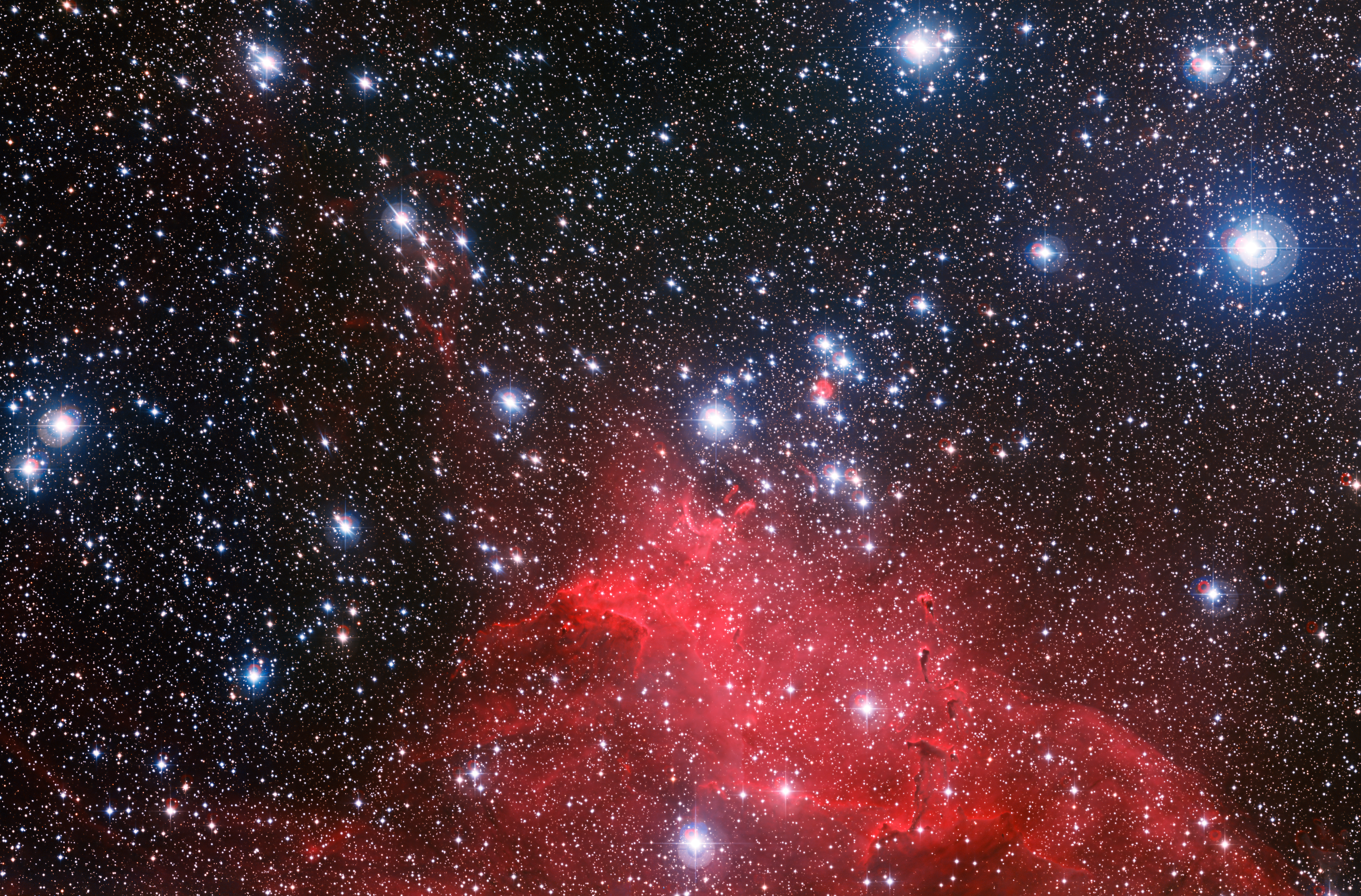
Cúmul estel·lar NGC 3572 i els seus voltants.

Els cúmuls incrustats són grups d'estrelles molt joves que estan parcialment o totalment embolicats en una pols còsmica o gas interestel·lar que sol ser impermeable a les observacions òptiques. Els cúmuls incrustats es formen en núvols moleculars, quan els núvols comencen a col·lapsar i a formar estrelles. En aquests cúmuls sol haver-hi formació estel·lar en curs, per la qual cosa els cúmuls incrustats poden albergar diversos tipus d'objectes estel·lars joves, incloent-hi protoestrelles i estrelles de pre-seqüència principal. Un exemple de cúmul incrustat és el Cúmul del Trapezi a la Nebulosa d'Orió. A la regió del nucli del ρ Ophiuchi (L1688) hi ha un cúmul incrustat.

## Cúmul globular

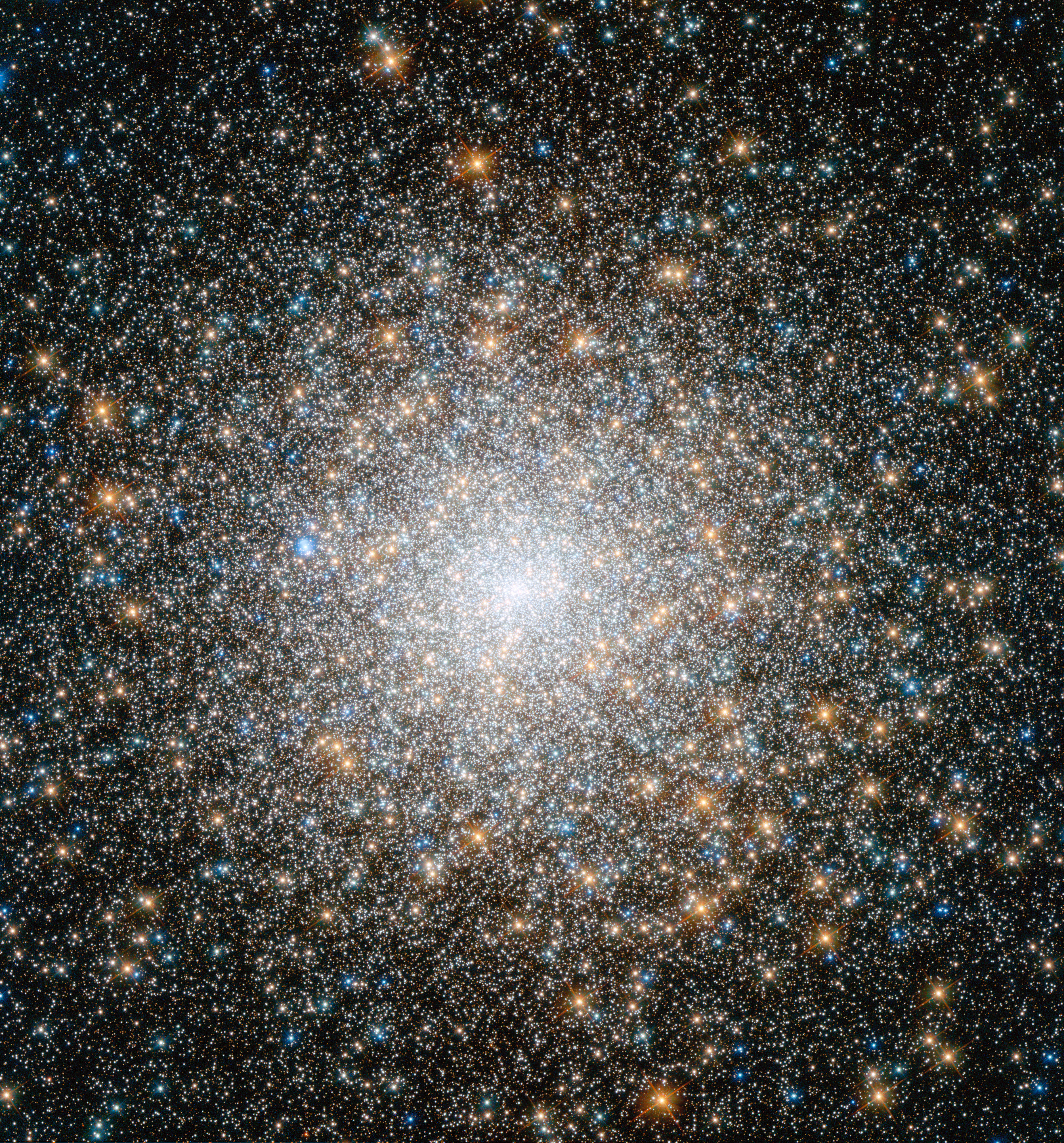
El cúmul globular Messier 15 fotografiat pel HST.

Els cúmuls globulars són agrupacions aproximadament esfèriques d'entre 10.000 i diversos milions d'estrelles que s'agrupen en regions d'entre 10 i 30 anys llum. Solen estar formats per estrelles molt velles, a penes uns centenars de milions d'anys més joves que el mateix univers- que són majoritàriament grogues i vermelles, amb masses inferiors a dues massa solars. Aquest tipus d'estrelles predominen en els cúmuls perquè les estrelles més calentes i massives han explotat com a supernoves, o han evolucionat a través de fases de nebulosa planetària per acabar com nanes blanques. No obstant això, en els cúmuls globulars hi ha unes quantes estrelles blaves, que es creu que es van formar per fusions estel·lars a les seves denses regions interiors; aquestes estrelles es coneixen com a endarrerides blaves.
A la nostra Galàxia, els cúmuls globulars es distribueixen aproximadament de forma esfèrica en l'halo galàctic, al voltant del Centre Galàctic, orbitant el centre en òrbites altament el·líptiques. El 1917, l'astrònom Harlow Shapley va fer la primera estimació respectable de la distància del Sol al centre galàctic, basant-se en la distribució dels cúmuls globulars.
Fins a mitjan dècada de 1990, els cúmuls globulars eren la causa d'un gran misteri en l'astronomia, ja que les teories de l'evolució estel·lar donaven edats per als membres més antics dels cúmuls globulars que eren més grans que l'edat estimada de l'univers. No obstant això, la millora dels mesuraments de distància als cúmuls globulars mitjançant el satèl·lit Hipparcos i els mesuraments cada vegada més precisos de la constant de Hubble van resoldre la paradoxa, donant una edat per a l'univers d'uns 13 mil milions d'anys i una edat per a les estrelles més antigues d'uns centenars de milions d'anys menys.
La nostra galàxia té uns 150 cúmuls globulars, alguns dels quals poden haver estat nuclis capturats de petites galàxies despullades d'estrelles prèviament als seus marges exteriors per les marees de la Via Làctia, com sembla ser el cas del cúmul globular M79. Algunes galàxies són molt més riques en globulars que la Via Làctia: La gegantina galàxia el·líptica M87 en conté més de mil.
Alguns dels cúmuls globulars més brillants són visibles a ull nu; el més brillant, Omega Centauri, va ser observat a l'antiguitat i catalogat com a estrella, abans de l'era telescòpica. El cúmul globular més brillant a l'hemisferi nord és M13 en la constel·lació d'Hèrcules.

## Cúmul de superestrelles
Els supercúmuls estel·lars són regions molt grans de formació estel·lar recent, i es creu que són els precursors dels cúmuls globulars. Alguns exemples són Westerlund 1 a la Via Làctia.

## Formes intermèdies
.

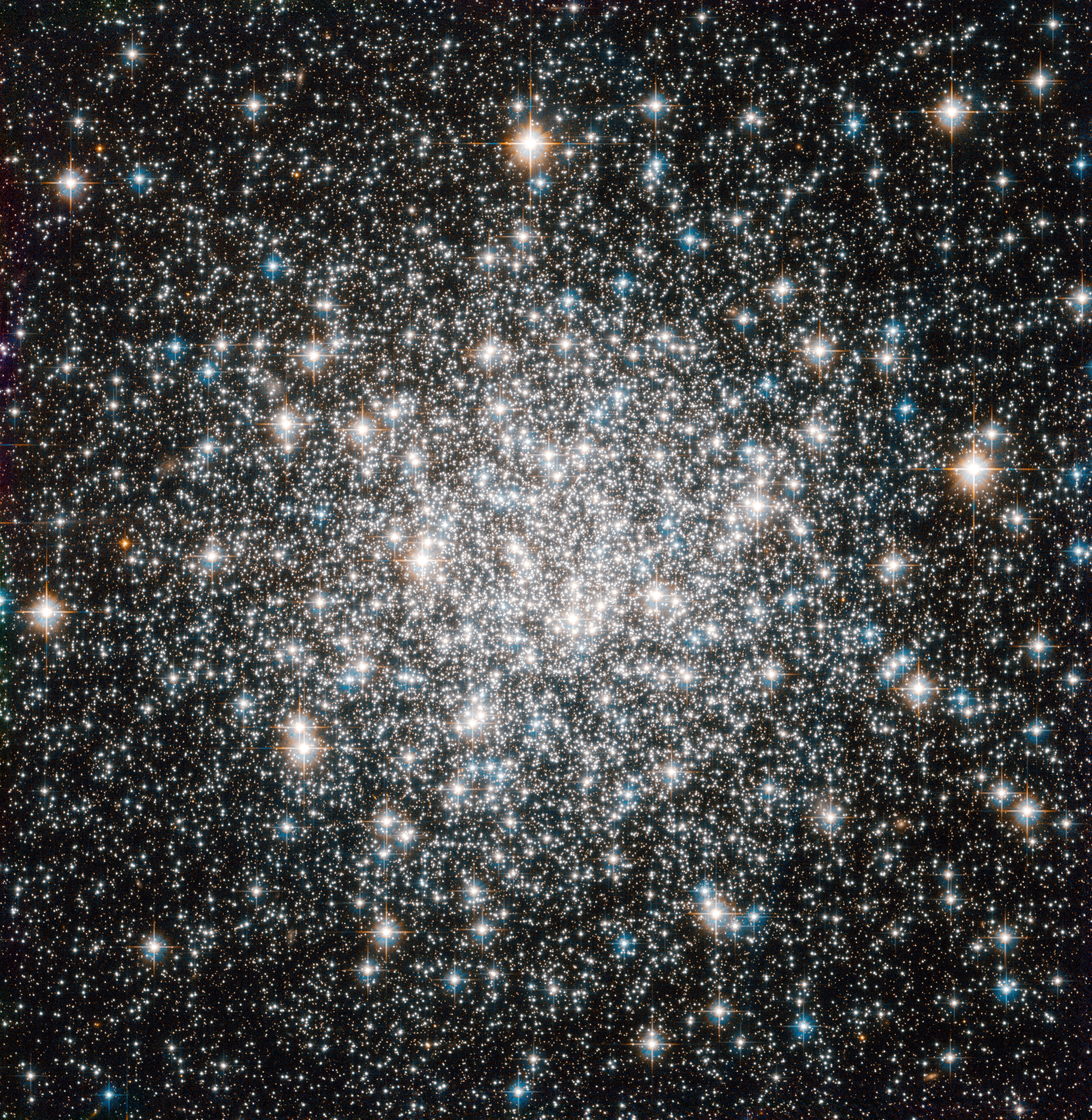
Messier 68, un cúmul globular lliure les estrelles constituents del qual abasten un volum d'espai de més de cent anys llum de diàmetre

El 2005, els astrònoms van descobrir un nou tipus de cúmul estel·lar a la Galàxia d'Andròmeda, que és, en diversos aspectes, molt similar als cúmuls globulars encara que menys dens. A la Via Làctia no es coneixen cúmuls d'aquest tipus (també coneguts com a cúmuls globulars estesos). Els tres descoberts a la Galàxia d'Andròmeda són M31WFS C1 M31WFS C2, i M31WFS C3.
Aquests cúmuls estel·lars recentment descoberts contenen centenars de milers d'estrelles, un nombre similar al dels cúmuls globulars. Els cúmuls també comparteixen altres característiques amb els cúmuls globulars, per exemple les poblacions estel·lars i la metal·licitat. El que els distingeix dels cúmuls globulars és que són molt més grans -diversos centenars d'anys llum de diàmetre- i centenars de vegades menys densos. Les distàncies entre les estrelles són, per tant, molt més grans. Els cúmuls tenen propietats intermèdies entre els cúmuls globulars i les galàxia nana esferoidal galàxies nanes esferoidals.
Encara no se sap com es formen aquests cúmuls, però la seva formació bé podria estar relacionada amb la dels cúmuls globulars. Tot i que no se sap per què M31 té aquests cúmuls, mentre que la Via Làctia no en té. Tampoc no se sap si alguna altra galàxia conté aquest tipus de cúmuls, però seria molt improbable que M31 fos l'única galàxia amb cúmuls estesos.
Un altre tipus de cúmuls són les pelusses tènues que fins ara només s'han trobat a galàxies lenticulars com NGC 1023 i NGC 3384. Es caracteritzen per la seva gran mida en comparació dels cúmuls globulars i una distribució en forma d'anell al voltant dels centres de les seves galàxies amfitriones. Igual que aquests darrers semblen ser objectes antics.

## Interès astronòmic dels cúmuls

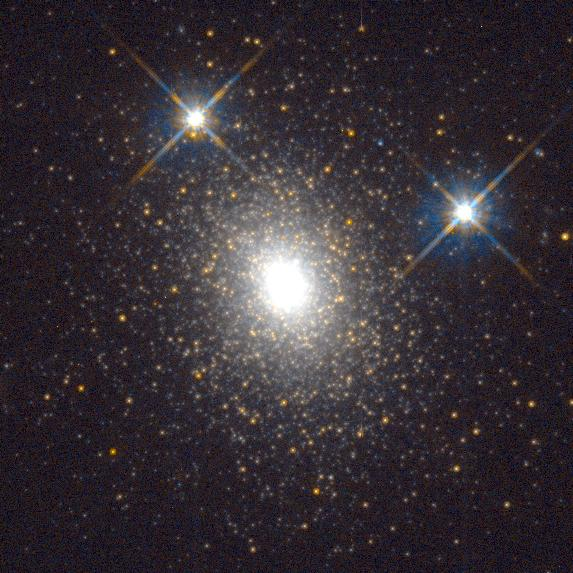
Cúmul globular G1 a M31.

Els cúmuls estel·lars ajuden a comprendre l'evolució estel·lar en ser estrelles formades a la mateixa època a partir del material d'un núvol molecular. També representen un pas important en la determinació de l'escala de l'Univers. Alguns dels cúmuls oberts més propers poden utilitzar-se per mesurar les seves distàncies absolutes per mitjà de la tècnica del paral·laxi. El diagrama d'Hertzsprung-Russell d'aquests cúmuls pot llavors representar-se amb els valors de lluminositat absoluta. Els diagrames similars de cúmuls la distància dels quals no és coneguda poden ser comparats amb els de distància calibrada estimant la distància que els separa de nosaltres.
Els cúmuls d'estrelles són rellevants en moltes àrees de l'astronomia. La raó darrere d'això és que gairebé totes les estrelles dels cúmuls antics van néixer aproximadament alhora. Diverses propietats de totes les estrelles en un cúmul estan en funció únicament de la massa, per la qual cosa les teories de l'evolució estel·lar es basen en observacions de cúmuls oberts i globulars. Això és principalment cert per als cúmuls globulars antics. En el cas de joves (edat < 1 Gyr) i d'edat intermèdia (1 < edat < 5 Gyr), factors com l'edat, la massa i les composicions químiques també poden tenir un paper vital. Segons la seva edat, els cúmuls d'estrelles poden revelar molta informació sobre les galàxies amfitriones. Per exemple, els cúmuls d'estrelles que resideixen als núvols de Magallanes poden proporcionar informació essencial sobre la formació de les galàxies nanes dels núvols de Magallanes. Això, alhora, pot ajudar-nos a comprendre molts processos astrofísics que ocorren a la nostra pròpia galàxia, la Via Làctia. Aquests cúmuls, especialment els joves, poden explicar el procés de formació d'estrelles que podria haver passat a la nostra Via Làctia.
Els cúmuls també són un pas crucial per determinar l'escala de distància de l'univers. Alguns dels cúmuls més propers estan prou a prop com per mesurar les seves distàncies usant paral·laxi. Es pot traçar un  diagrama d'Hertzsprung-Russell per a aquests grups que té valors absoluts coneguts a l'eix de lluminositat. Després, quan es traça un diagrama similar per a un grup la distància del qual no es coneix, la posició de la seqüència principal es pot comparar amb la del primer grup i estimar la distància. Aquest procés es coneix com a ajust de seqüència principal. L'envermelliment i les poblacions estel·lars s'han de tenir en compte en utilitzar aquest mètode.
Gairebé totes les estrelles del camp galàctic, inclòs el Sol, van néixer inicialment a regions amb cúmuls incrustats que es van desintegrar. Això significa que les propietats de les estrelles i els sistemes planetaris es poden haver vist afectades pels primers entorns agrupats. Aquest sembla el cas del nostre propi Sistema Solar, en què les abundàncies químiques apunten als efectes d'una supernova d'una estrella propera al principi de la història del nostre Sistema Solar.